# Karmeliterkloster Geldern
Das Karmeliterkloster Geldern war das bedeutendste der fünf mittelalterlichen Klöster in Geldern am unteren Niederrhein. Es bestand von 1306 bis 1802.

## Geschichte
Das Kloster wurde 1306 von Graf Rainald I. von Geldern gestiftet. Überliefert sind ab 1339 zahlreiche Umbauten an der Klosterkirche St. Maria Magdalena und am Karmeliterkloster selbst. Zu Ehren der Erhebung des Grafen Rainald II., des Sohns des Stifters, in den Herzogstand wurde der Konvent 1340 erweitert und ein Kreuzgang errichtet. Während des spanischen Erbfolgekriegs wurde Geldern 1703 durch die Preußen bombardiert und acht Monate belagert. Dabei wurde auch das Kloster beschädigt.
Nach der Besetzung des Rheinlandes durch französische Truppen wurde das Kloster 1802 säkularisiert und die Klosterkirche in eine Pfarrkirche umgewandelt. Nach 1808 wurden die meisten Klostergebäude sukzessive abgetragen. Einzig das Pastoratsgebäude blieb bis heute bestehen. Die im Jahre 1969 errichtete Stadtbücherei steht heute auf Teilen der Grundmauern des ehemaligen Karmeliterklosters.
Das Karmeliterkloster Geldern war der Heimatkonvent von Gottfried von Greveray (1415–1504), dem Weihbischof in Cambrai, der 1478 der Stadt Geldern die Reliquien der beiden Heiligen Galenus und Valenus schenkte (siehe Zehntausend Märtyrer). Seitdem gelten die beiden Märtyrer als Schutzheilige der Stadt Geldern.
Das umfangreiche Klosterarchiv wird heute im Hauptstaatsarchiv Düsseldorf aufbewahrt.

## Das Karmelitinnenkloster
Nördlich des Karmeliterklosters bestand ab dem späten Mittelalter ein Karmelitinnenkloster.
Vor 1400 bestanden an der Veerter Straße (heute: Am Treppchen) in Geldern drei Beginenhöfe. Um 1400 schlossen sich diese Höfe zu einer einzigen Gemeinschaft zusammen, die sich in der Chronik des Gelderner Karmeliterklosters unter der Bezeichnung Ten Elsen findet. Im Jahre 1452 werden die Ten Elsen offiziell vom Papst bestätigt und in den Karmeliterorden aufgenommen. So entstand das erste Karmelitinnenkloster in Geldern. 1802 wurde auch dieser Konvent aufgehoben. Die Klostergebäude fielen den Bombenangriffen 1945 zu Opfer und wurden gänzlich abgerissen. Seit 1986 befindet sich der Erweiterungsbau "Am Treppchen" der Realschule am Westwall auf dem Grundstück.
Siehe auch: Geschichte der Beginen in Geldern

## Archäologie
Während für die ehemalige Klosterkapelle St. Maria Magdalena zahlreiche Baunachrichten überliefert sind, gibt es für die eigentlichen Klostergebäude nur wenige Quellen zur baugeschichtlichen Forschung. Viele Informationen zur Baugeschichte des Klosters konnten mittlerweile durch archäologische Grabungen erzielt werden. Beim Bau des Pfarrheims wurden 1998 unter der Leitung von Dr. Stefan Frankewitz (Stadtarchiv Geldern) die Überreste der nordöstlichen Mauern des Kreuzganges aus dem 14. Jahrhundert ergraben, die deutliche Zerstörungsspuren als Folge der Beschießung Gelderns aus dem Jahre 1703 aufwiesen. Der Bau der Bücherei gegenüber der Kirche St. Maria Magdalena wurde nicht archäologisch begleitet.
Weitere archäologische Untersuchungen fanden im Herbst 2008 anlässlich der Umgestaltung des Kirchplatzes von St. Maria Magdalena statt. Hierbei wurden die Fundamente eines Verbindungsganges zwischen dem Karmeliterkloster und dem Westportal der Kirche erforscht.

## Denkmalschutz
Der Bereich des Klosters ist ein Bodendenkmal nach dem Gesetz zum Schutz und zur Pflege der Denkmäler im Lande Nordrhein-Westfalen (Denkmalschutzgesetz – DSchG). Nachforschungen und gezieltes Sammeln von Funden sind genehmigungspflichtig, Zufallsfunde an die Denkmalbehörden zu melden.